# Campionatul European de Handbal Feminin pentru Junioare
Campionatul European de Handbal Feminin U17 este principala competiție feminină de handbal pentru junioare (sub 17 ani) din Europa. Organizată de Federația Europeană de Handbal, întrecerea are loc la fiecare doi ani. Competiția a primit actuala denumire în 2005, până în acel an desfășurându-se sub titulatura de Campionatul European de Handbal Feminin pentru Junioare.

## Cronologia competiției
| 1992 Detalii | Ungaria    | · Norvegia  | 17 – 14 | · Danemarca | · Germania      | 14 – 12 | · Ungaria    |
| 1994 Detalii | Lituania   | · Ucraina   | 24 – 16 | · Cehia     | · Danemarca     | 18 – 15 | · România    |
| 1997 Detalii | Austria    | · Spania    | 20 – 11 | · Norvegia  | · Rusia         | 30 – 21 | · România    |
| 1999 Detalii | Germania   | · România   | 31 – 26 | · Rusia     | · Germania      | 25 – 23 | · Suedia     |
| 2001 Detalii | Turcia     | · Rusia     | 26 – 14 | · Germania  | · Ungaria       | 21 – 20 | · Croația    |
| 2003 Detalii | Rusia      | · Rusia     | 28 – 23 | · România   | · Ungaria       | 26 – 20 | · Danemarca  |
| 2005 Detalii | Austria    | · Danemarca | 29 – 26 | · România   | · Franța        | 30 – 21 | · Slovenia   |
| 2007 Detalii | Slovacia   | · Franța    | 30 – 20 | · Spania    | · Țările de Jos | 32 – 27 | · Rusia      |
| 2009 Detalii | Serbia     | · Danemarca | 24 – 23 | · Rusia     | · Norvegia      | 40 – 28 | · Franța     |
| 2011 Detalii | Cehia      | · Rusia     | 24 – 23 | · Danemarca | · Norvegia      | 28 – 16 | · Ungaria    |
| 2013 Detalii | Polonia    | · Suedia    | 26 – 24 | · Rusia     | · Danemarca     | 42 – 28 | · Portugalia |
| 2015 Detalii | Macedonia  | · Danemarca | 25 – 24 | · Rusia     | · Ungaria       | 34 – 31 | · România    |
| 2017 Detalii | Slovacia   | · Germania  | 23 – 18 | · Norvegia  | · Ungaria       | 32 – 18 | · Franța     |
| 2019 Detalii | Slovenia   | · Ungaria   | 28 – 24 | · Suedia    | · Franța        | 28 – 21 | · Danemarca  |
| 2021 Detalii | Muntenegru | · Ungaria   | 25 – 19 | · Germania  | · Rusia         | 37 – 30 | · Danemarca  |
| 2023 Detalii | Muntenegru | · Franța    | 24 – 19 | · Danemarca | · Germania      | 31 – 27 | · Croația    |

## Clasament pe medalii
| Poz. | Țară          |   |   |   | Total |
| 1    | Rusia         | 3 | 4 | 2 | 9     |
| 2    | Danemarca     | 3 | 3 | 2 | 8     |
| 3    | Ungaria       | 2 | 0 | 4 | 6     |
| 4    | Franța        | 2 | 0 | 2 | 4     |
| 5    | Germania      | 1 | 2 | 3 | 6     |
| 6    | Norvegia      | 1 | 2 | 2 | 5     |
| 7    | România       | 1 | 2 | 0 | 3     |
| 8    | Spania        | 1 | 1 | 0 | 2     |
| 8    | Suedia        | 1 | 1 | 0 | 2     |
| 10   | Ucraina       | 1 | 0 | 0 | 1     |
| 11   | Cehia         | 0 | 1 | 0 | 1     |
| 12   | Țările de Jos | 0 | 0 | 1 | 1     |

## Țară gazdă
| Rang | Națiune    | Gazdă | Anii       |
| 1    | Austria    | 2     | 1997, 2005 |
| 1    | Slovacia   | 2     | 2007, 2017 |
| 1    | Muntenegru | 2     | 2021, 2023 |
| 2    | Ungaria    | 1     | 1992       |
| 2    | Lituania   | 1     | 1994       |
| 2    | Germania   | 1     | 1999       |
| 2    | Turcia     | 1     | 2001       |
| 2    | Rusia      | 1     | 2003       |
| 2    | Serbia     | 1     | 2009       |
| 2    | Cehia      | 1     | 2011       |
| 2    | Polonia    | 1     | 2013       |
| 2    | Macedonia  | 1     | 2015       |
| 2    | Slovenia   | 1     | 2019       |